# Evert Boven
Evert Hendrik Jan Boven, ook bekend onder de schuilnaam Nico de Lange, (Zwolle, 5 november 1919 - Husum-Schwesing, 4 november 1944) was een Nederlandse verzetsstrijder in de Tweede Wereldoorlog. Hij was de provinciale leider van de Landelijke Organisatie voor Hulp aan Onderduikers (LO) in Gelderland en Overijssel.

## Levensloop
Boven was boekhouder van beroep. In zijn woonplaats Groningen was hij aangesloten bij de Gereformeerde Jeugdcentrale, een organisatie die door de Duitsers verboden werd vanwege illegale activiteiten. Boven zat in het bestuur en gaf geen gehoor aan het bevel van de bezetter om het werk neer te leggen. In juni 1942 dook hij onder bij zijn oom Eef Zwarts, die het hersteloord Hemeldal in Oosterbeek bewoonde. Via Kornelis Kraal had hij op 4 januari 1943 een afspraak met Ouderling van Zanten, een pseudoniem van Frits Slomp, de oprichter van de Landelijke Organisatie voor de Hulp aan Onderduikers (Slomp was ook bekend onder de naam Frits de Zwerver). Bovens broer Chris was op dat moment al actief binnen de LO.
In eerste instantie functioneerde Boven als adjudant van Kees van Gelder, provinciaal leider van de LO in Gelderland en Overijssel. Deze schoof in oktober 1943 door naar het Centraal Distributie Kantoor van de LO, waardoor Boven hem opvolgde als provinciaal leider van Gelderland en Overijssel. Van Gelder en later de broers Boven zorgde er voor dat er over de hele provincie Gelderland en in Twente LO-afdelingen werden opgericht. Zij waren verantwoordelijk voor de aanvragen van bonkaarten, valse papieren, persoonsbewijzen, financiële samenwerking en de grote beleidslijnen. In juli 1944 werd het aantal onderduikers in hun gebied geschat op achttien- tot twintigduizend, die allemaal verzorgd moesten worden. Boven wilde het in de omgeving van zijn eigen onderduikplaats rustig houden. Hij wees daarom het voorstel af van de LO-afdeling in Renkum af om het plaatselijke distributiekantoor te overvallen.
Op 11 mei 1944 was Boven betrokken bij de overval op de Koepelgevangenis in Arnhem, waarbij Frits Slomp werd bevrijd. Slomp was kort daarvoor gevangen genomen, maar nog niet herkend door zijn ondervragers. Door de overval kreeg de Sicherheitsdienst meer aandacht voor het verzet in Arnhem en omgeving. Via een onderduiker die in Friesland werd gepakt kregen ze Hemeldal in het vizier. Er volgde daar een inval, maar de broers Boven waren afwezig. De eigenaar Eef Zwarts had toevlucht gezocht bij een buurman, maar werd als gevolg van verraad alsnog gepakt. Hij werd opgesloten in het Huis van bewaring in Arnhem. Men vermoedde dat de overval op de Koepelgevangenis vanuit Hemeldal was georganiseerd en Zwarts werd daarom zwaar verhoord. Het wist veel, reden voor het verzet om een bevrijdingspoging te doen. Op 11 juni 1944 vond er een overval plaats op het Huis van bewaring, waarbij naast Zwarts 54 andere gevangenen werden bevrijd.
De broers Boven weken eerst uit daar Wolfheze en vervolgens Heelsum. In augustus 1944 zaten zij samen ondergedoken in een boerderij in Heelsum. Chris Boven werd op 9 augustus 1944 als gevolg van verraad door Miep Oranje aangehouden op de Koerierscentrale in Utrecht. Vanwege de twee overvallen op gevangenissen was de Sicherheitsdienst in Arnhem er op gebrand Kees van Gelder en Evert Boven, wier namen ze kenden, te pakken. Chris Boven werd zwaar ondervraagd en noemde na een week de boerderij waar zijn broer ondergedoken zat, in de veronderstelling dat die intussen vertrokken was. Dat was niet het geval. Op de boerderij was een goede schuilplaats aanwezig, waar Boven zich samen met een onderduiker verborg. De Duitsers vonden hem in eerste instantie niet, maar buiten werd wel zijn fiets aangetroffen. Er werden daarom twee wachten achtergelaten. De afspraak was dat Boven pas uit de schuilplaats zou komen als de boerin had aangegeven dat het veilig was. De onderduiker kon de volgende ochtend echter niet langer wachten, verliet de schuilplaats en werd aangehouden. Boven viel als gevolg daarvan ook in handen van de Duitsers.
Boven had de valse persoonsbewijzen van de oprichtster van de LO Helena Kuipers-Rietberg, en haar man Piet, op zak. Dat leidde de SD naar het echtpaar. Twee dagen later werden Piet en Helena Kuipers-Rietberg in buurdorp Bennekom gearresteerd.
De Sicherheitsdienst liet Boven in Arnhem schijnbaar vrij over straat lopen, met een stok in zijn broekspijp wat snel wegrennen onmogelijk maakte. Een persoon gaf een blijk van herkenning en werd aangehouden, maar wist zich er tijdens de ondervraging uit te praten. Via Kamp Vught kwam Boven terecht in Kamp Husum-Schwesing, een buitenkamp van Neuengamme, waar hij op 4 november 1944 overleed. Zijn broer Chris overleefde de oorlog.

## Postuum
Na de oorlog werd in Oosterbeek de Nico Bovenweg, een samenstelling van zijn echte- en verzetsnaam, naar Boven vernoemd.